# 小海豬魚
小海豬魚（学名：Halichoeres miniatus），又名臀點海豬魚、柳冷仔、小儒艮鯛，为輻鰭魚綱鱸形目隆頭魚亞目隆頭魚科海豬魚屬下的一个种，棲息在西太平洋區，體長可達12公分，棲息在沿海藻類生長的礁石區，生活習性不明，可作為觀賞魚。

## 扩展阅读
- 維基物種上的相關：小海豬魚